# Bijeli zec
Bijeli zec (lat. Lepus (Lepus) timidus), također poznat kao planinski zec je životinja iz porodice zečeva. Široko je rasprostranjen u polarnim i planinskim krajevima.

## Rasprostranjenost
Bijeli zec živi na području od Skandinavije do istočnog Sibira. Osim toga, postoje izolirane populacije u Alpama, Irskoj, Škotskoj, na Baltiku, u sjeveroistočnoj Poljskoj, te u Hokkaidu. Uveden je na Shetlandsko otočje, Orkneysko otočje, otok Man i na Farske otoke.

## Opis
Bijeli zec je velika vrsta, iako je malo manji od europskog zeca. Dug je 45-65 centimetara, s repom duljine 4-8 centimetara. Tjelesna masa iznosi 2-5,3 kilograma. Ženke su neznatno teže od mužjaka . Za vrijeme ljeta krzno mu je obojeno različitim nijansama smeđe boje. U pripremama za zimu, većina jedinki dobiva bijelo krzno. Rep ostaje potpuno bijel tijekom cijele godine, što ga razlikuje od europskog zeca . Podvrsta Lepus timidus hibernicus (irski bijeli zec) ostaje smeđa tijekom cijele godine, te samo neke jedinke prije zime dobivaju bijelo krzno. Kod irske podvrste može se javiti i smeđa gornja površina repa. Zbog toga, neiskusni promatrači često zamjenjuju tu podvrstu s europskim zecom.

## Ponašanje
Istraživanja su pokazala da ishrana bijelog zeca ovisi o području na kojem obitava. Na primjer, u sjevernoj Skandinaviji, gdje snijeg prekriva tlo mjesecima, zečevi se hrane grančicama i korom drveća. U područjima gdje snijeg pada rijetko, kao što je Irska, trava čini glavni dio ishrane. Bijeli zec omiljeni je plijen surog orla, a ponekad i velike ušare, te crvene lisice. Hermelini jedu mlade zečeve.
U sjevernim dijelovima Finske, Norveške i Švedske, bijeli i europski zec bore se za stanište. Zbog toga što je veći, europski zec često otjera bijelog zeca, ali je lošije od njega prilagođen na život snježnim uvjetima: stopala su mu manja, a zimsko krzno je mješavina bijelog i smeđeg. 

## Podvrste
1. Lepus (Lepus) timidus ainu Barrett-Hamilton, 1900
2. Lepus (Lepus) timidus begitschevi Koljuschev, 1936
3. Lepus (Lepus) timidus gichiganus J. Allen, 1903
4. Lepus (Lepus) timidus hibernicus Bell, 1837
5. Lepus (Lepus) timidus kamtschaticus Dybowski, 1922
6. Lepus (Lepus) timidus kolymensis Ognev, 1923
7. Lepus (Lepus) timidus kozhevnikovi Ognev, 1929
8. Lepus (Lepus) timidus lugubris Kastschenko, 1899
9. Lepus (Lepus) timidus mordeni Goodwin, 1933
10. Lepus (Lepus) timidus orii Kuroda, 1928
11. Lepus (Lepus) timidus scoticus Hilzheimer, 1906
12. Lepus (Lepus) timidus sibiricorum Johanssen, 1923
13. Lepus (Lepus) timidus timidus Linnaeus, 1758
14. Lepus (Lepus) timidus transbaicalicus Ognev, 1929
15. Lepus (Lepus) timidus varronis Miller, 1901